# 伊那下神社
伊那下神社（いなしもじんじゃ）は、静岡県賀茂郡松崎町の神社。

## 歴史
創建年代は不明である。ただ延喜式の式内社に比定されていることから、少なくとも延喜年間（901年 - 923年）には既に存在していたものと推測される。
鎌倉時代以降は、源頼朝を始めとする武家の信仰を集めている。国の重要文化財に指定されている「松藤双鶴鏡」は頼朝が寄進したものである。
なお港に近く、近隣の村からの道路が交わるところであるので、交通安全の信仰も集めていた。

## 文化財
- 松藤双鶴鏡（重要文化財 昭和15年2月26日指定）[3]
- 釣燈籠（静岡県指定有形文化財 昭和32年5月13日指定）[4]
- 松崎伊那下神社の公孫樹（静岡県指定天然記念物 昭和27年4月1日指定）[5]
- 神功皇后と武内宿弥［彫刻］（松崎町指定文化財 昭和48年6月22日指定）[6]
- 萩薄蝶鳥鏡（松崎町指定文化財 平成6年12月16日指定）[6]

## 交通アクセス
- 月ケ瀬ICより車55分。